# Don't Stop Me Now
Don't Stop Me Now is een nummer van de Britse rockband Queen.

## Geschiedenis
Het nummer staat op het Queenalbum Jazz. Het is geschreven door zanger Freddie Mercury en opgenomen in augustus en september 1978 in Nice.
Muzikaal gezien is het nummer gebaseerd op het pianospel van Mercury waarbij bassist John Deacon en drummer Roger Taylor voor de ritmesectie zorgen. Het enige gitaarspel in het nummer is de solo van Brian May hoewel tijdens optredens hij ook slaggitaar speelde om het nummer wat meer rock te laten zijn.
Een karakteristiek aspect van het nummer is de harmoniezang voor het refrein waarbij meerdere stemopnames over elkaar heen zijn gelegd.
De tekst beschrijft gevoelens van kracht en overdrijving ("I'm gonna go, go, go there's no stopping me"). Nader beschouwd zijn er ook veel seksuele toespelingen ("I'm a sex machine ready to reload, like an atombomb about to, Oh oh oh oh oh explode").

## Hitnoteringen

### Nederlandse Top 40
| Hitnotering: 17-02-1979 t/m 31-03-1979 | Hitnotering: 17-02-1979 t/m 31-03-1979 | Hitnotering: 17-02-1979 t/m 31-03-1979 | Hitnotering: 17-02-1979 t/m 31-03-1979 | Hitnotering: 17-02-1979 t/m 31-03-1979 | Hitnotering: 17-02-1979 t/m 31-03-1979 | Hitnotering: 17-02-1979 t/m 31-03-1979 | Hitnotering: 17-02-1979 t/m 31-03-1979 | Hitnotering: 17-02-1979 t/m 31-03-1979 |
| Week:                                  | 1                                      | 2                                      | 3                                      | 4                                      | 5                                      | 6                                      | 7                                      |                                        |
| -------------------------------------- | -------------------------------------- | -------------------------------------- | -------------------------------------- | -------------------------------------- | -------------------------------------- | -------------------------------------- | -------------------------------------- | -------------------------------------- |
| Positie:                               | 33                                     | 26                                     | 20                                     | 16                                     | 14                                     | 16                                     | 34                                     | uit                                    |

### NederlandseSingle Top 100
| Hitnotering: (Week 1 t/m 8) 24-02-1979 t/m 14-04-1979 Hitnotering: (Week 9) 24-11-2018 Hitnotering: (Week 10 t/m 12) 05-01-2019 t/m 19-01-2019 | Hitnotering: (Week 1 t/m 8) 24-02-1979 t/m 14-04-1979 Hitnotering: (Week 9) 24-11-2018 Hitnotering: (Week 10 t/m 12) 05-01-2019 t/m 19-01-2019 | Hitnotering: (Week 1 t/m 8) 24-02-1979 t/m 14-04-1979 Hitnotering: (Week 9) 24-11-2018 Hitnotering: (Week 10 t/m 12) 05-01-2019 t/m 19-01-2019 | Hitnotering: (Week 1 t/m 8) 24-02-1979 t/m 14-04-1979 Hitnotering: (Week 9) 24-11-2018 Hitnotering: (Week 10 t/m 12) 05-01-2019 t/m 19-01-2019 | Hitnotering: (Week 1 t/m 8) 24-02-1979 t/m 14-04-1979 Hitnotering: (Week 9) 24-11-2018 Hitnotering: (Week 10 t/m 12) 05-01-2019 t/m 19-01-2019 | Hitnotering: (Week 1 t/m 8) 24-02-1979 t/m 14-04-1979 Hitnotering: (Week 9) 24-11-2018 Hitnotering: (Week 10 t/m 12) 05-01-2019 t/m 19-01-2019 | Hitnotering: (Week 1 t/m 8) 24-02-1979 t/m 14-04-1979 Hitnotering: (Week 9) 24-11-2018 Hitnotering: (Week 10 t/m 12) 05-01-2019 t/m 19-01-2019 | Hitnotering: (Week 1 t/m 8) 24-02-1979 t/m 14-04-1979 Hitnotering: (Week 9) 24-11-2018 Hitnotering: (Week 10 t/m 12) 05-01-2019 t/m 19-01-2019 | Hitnotering: (Week 1 t/m 8) 24-02-1979 t/m 14-04-1979 Hitnotering: (Week 9) 24-11-2018 Hitnotering: (Week 10 t/m 12) 05-01-2019 t/m 19-01-2019 | Hitnotering: (Week 1 t/m 8) 24-02-1979 t/m 14-04-1979 Hitnotering: (Week 9) 24-11-2018 Hitnotering: (Week 10 t/m 12) 05-01-2019 t/m 19-01-2019 | Hitnotering: (Week 1 t/m 8) 24-02-1979 t/m 14-04-1979 Hitnotering: (Week 9) 24-11-2018 Hitnotering: (Week 10 t/m 12) 05-01-2019 t/m 19-01-2019 | Hitnotering: (Week 1 t/m 8) 24-02-1979 t/m 14-04-1979 Hitnotering: (Week 9) 24-11-2018 Hitnotering: (Week 10 t/m 12) 05-01-2019 t/m 19-01-2019 | Hitnotering: (Week 1 t/m 8) 24-02-1979 t/m 14-04-1979 Hitnotering: (Week 9) 24-11-2018 Hitnotering: (Week 10 t/m 12) 05-01-2019 t/m 19-01-2019 | Hitnotering: (Week 1 t/m 8) 24-02-1979 t/m 14-04-1979 Hitnotering: (Week 9) 24-11-2018 Hitnotering: (Week 10 t/m 12) 05-01-2019 t/m 19-01-2019 | Hitnotering: (Week 1 t/m 8) 24-02-1979 t/m 14-04-1979 Hitnotering: (Week 9) 24-11-2018 Hitnotering: (Week 10 t/m 12) 05-01-2019 t/m 19-01-2019 |
| Week: | 1 | 2 | 3 | 4 | 5 | 6 | 7 | 8 | | 9 | | 10 | 11 | 12 |
| --- | --- | --- | --- | --- | --- | --- | --- | --- | --- | --- | --- | --- | --- | --- |
| Positie: | 27 | 20 | 21 | 20 | 16 | 26 | 34 | 44 | uit | 97 | uit | 71 | 78 | 92 |

### VlaamseRadio 2 Top 30
| Hitnotering: 24-03-1979 t/m 07-04-1979 | Hitnotering: 24-03-1979 t/m 07-04-1979 | Hitnotering: 24-03-1979 t/m 07-04-1979 | Hitnotering: 24-03-1979 t/m 07-04-1979 | Hitnotering: 24-03-1979 t/m 07-04-1979 |
| Week:                                  | 1                                      | 2                                      | 3                                      |                                        |
| -------------------------------------- | -------------------------------------- | -------------------------------------- | -------------------------------------- | -------------------------------------- |
| Positie:                               | 19                                     | 23                                     | 21                                     | uit                                    |

### NPO Radio 2 Top 2000
| Nummer met noteringen in de NPO Radio 2 Top 2000 | '99 | '00 | '01 | '02 | '03 | '04 | '05 | '06 | '07 | '08 | '09 | '10 | '11 | '12 | '13 | '14 | '15 | '16 | '17 | '18 | '19 | '20 | '21 | '22 | '23 | '24 |
| ------------------------------------------------ | --- | --- | --- | --- | --- | --- | --- | --- | --- | --- | --- | --- | --- | --- | --- | --- | --- | --- | --- | --- | --- | --- | --- | --- | --- | --- |
| Don't Stop Me Now                                | 300 | 204 | 196 | 162 | 157 | 138 | 142 | 154 | 155 | 139 | 165 | 171 | 112 | 90  | 114 | 111 | 97  | 90  | 94  | 37  | 49  | 55  | 57  | 69  | 88  | 50  |

1. ↑  Een vetgedrukt getal geeft de hoogste notering aan.

## Trivia
- De videoclip voor het nummer werd opgenomen in Vorst Nationaal, Brussel, op  26 januari 1979.
- Door kijkers van het televisieprogramma Top Gear is dit nummer verkozen als "The Greatest Driving Song Ever". De bijbehorende trofee die werd overhandigd aan Taylor had (vermoedelijk expres) een verkeerde gravure, "Stop Me Now".
- In de horrorfilm Shaun of the Dead wordt het nummer gebruikt terwijl de 3 hoofdrolspelers een zombie slaan met biljartkeus. Deze scène heeft als titel Killer Queen.

## Paul Turner-vertolking
In de halve finale van het tweede seizoen van The voice of Holland zong Paul Turner op 13 januari 2012 het nummer Don't Stop Me Now. Doordat het nummer na de uitzending gelijk verkrijgbaar was als muziekdownload kwam de single een week later op nummer 7 binnen in de Nederlandse Single Top 100.

### Hitnoteringen

#### Nederlandse Top 40
| Hitnotering: 21-01-2012 t/m 04-02-2012 | Hitnotering: 21-01-2012 t/m 04-02-2012 | Hitnotering: 21-01-2012 t/m 04-02-2012 | Hitnotering: 21-01-2012 t/m 04-02-2012 | Hitnotering: 21-01-2012 t/m 04-02-2012 |
| Week:                                  | 1                                      | 2                                      | 3                                      |                                        |
| -------------------------------------- | -------------------------------------- | -------------------------------------- | -------------------------------------- | -------------------------------------- |
| Positie:                               | 37                                     | 34                                     | 38                                     | uit                                    |

#### NederlandseSingle Top 100
| Hitnotering: 21-01-2012 t/m 04-02-2012 | Hitnotering: 21-01-2012 t/m 04-02-2012 | Hitnotering: 21-01-2012 t/m 04-02-2012 | Hitnotering: 21-01-2012 t/m 04-02-2012 | Hitnotering: 21-01-2012 t/m 04-02-2012 |
| Week:                                  | 1                                      | 2                                      | 3                                      |                                        |
| -------------------------------------- | -------------------------------------- | -------------------------------------- | -------------------------------------- | -------------------------------------- |
| Positie:                               | 7                                      | 19                                     | 97                                     | uit                                    |

## Andere vertolkingen
Don't Stop Me Now is ook gecoverd door:
- The Vandals, 2004 (punk)
- Fobia (in het Spaans)
- McFly (hij bracht een cover uit in Engeland ter ondersteuning van het goede doel Sport Relief; het nummer behaalde de eerste plaats in de UK Singles Chart)
- Foxes (vertolkte een (deel van een) jazzversie in de aflevering Mummy on the Orient Express van Doctor Who; later werd van het hele lied een clip gemaakt)